# Баєсова статистика
Ба́єсова стати́стика є підрозділом статистики, в якій свідчення про справжній стан світу виражається у термінах міри переконання, або точніше, баєсових ймовірностей. Така інтерпретація є лише однією з інтерпретацій імовірності, й існують інші статистичні методики, що не базуються на «мірі переконання».

## Окреслення
Загальний набір статистичних прийомів може бути поділено на ряд активностей, багато з яких мають особливі баєсові версії.

### Статистичне висновування
Баєсове висновування є підходом до статистичного висновування, що відрізняється від частотного висновування. Його особливість полягає у тому, що воно базується на баєсових ймовірностях для підсумовування свідчень.

### Статистичне моделювання
Формулювання статистичних моделей із застосуванням баєсової статистики володіє унікальною властивістю вимагати вказування апріорного розподілу всіх невідомих параметрів. Ці апріорні розподіли інтегровано до баєсового підходу до статистичного моделювання так, як розподіли ймовірностей. Апріорні розподіли можуть бути або гіперпараметрами, або гіперапріорними розподілами.

### Планування експериментів
Баєсове планування експериментів включає поняття, що називається «вплив апріорних переконань». Цей підхід використовує прийоми послідовного аналізу для включення підсумків попередніх експериментів до планів наступних експериментів. Це досягається уточненням «переконань» шляхом використання апріорного та апостеріорного розподілів. Це дає гарне використання при плануванні експериментів ресурсів усіх типів. Прикладом цього є задача про багаторукого бандита.

### Статистична графіка
Статистична графіка включає методи дослідження даних, візуалізації моделей тощо. Використання певних сучасних обчислювальних методів для баєсового висновування, особливо різних типів методів Монте-Карло марковських ланцюгів, призвело до потреби у перевірках, часто у графічній формі, обґрунтованості таких обчислень для вираження потрібних апостеріорних розподілів.